# Sefirot (Final Fantasy VII)
Sephiroth (セフィロス?), adaptado en algunas traducciones al español como Sefirot, es un personaje ficticio y antagonista principal del videojuego de rol Final Fantasy VII desarrollado por Square (ahora Square Enix). El diseñador de personajes, Tetsuya Nomura, concibió y diseñó a Sefirot como un antagonista, y directo opuesto, del personaje principal del juego, Cloud Strife. El personaje fue interpretado en japonés por el actor de voz Toshiyuki Morikawa y en inglés tanto por Lance Bass en Kingdom Hearts como por George Newbern en todas sus apariciones posteriores, y será interpretado por Tyler Hoechlin en la versión de Final Fantasy VII.
Más tarde, se revela que Sefirot es el resultado de un experimento realizado por la megacorporación Shinra, en la cual le inyectaron células de la forma extraterrestre de vida de Jénova cuando aún era un feto. Al descubrir esto, Sefirot decide seguir lo que cree que es su destino y tomar el control del Planeta, mientras que Cloud y los otros protagonistas del juego intentan detenerlo. Los antecedentes y el papel de Sefirot en la historia se amplían en la Compilación de Final Fantasy VII. Además, aparece como un personaje en la serie Kingdom Hearts y otros videojuegos desarrollados por Square. Sefirot ha sido bien recibido dentro de la comunidad de videojuegos y está altamente clasificado en muchas listas de los mejores villanos de videojuegos y personajes de Final Fantasy.

## Historia

### Origen: el "Proyecto S" y el "Proyecto G"
Cuando la compañía Shinra Inc. encontró en el Cráter del Norte los restos de una antigua criatura, creyeron que se trataba de un Cetra o "Anciano", raza antigua con poderes mágicos que alguna vez habitó el mundo. Dicha criatura, que fue llamada Jénova, era en realidad un ente alienígena. 
Shinra pretendía utilizar sus células para crear humanos con los poderes de los Ancianos. Fue así como nació el Proyecto Jénova, liderado por el Profesor Gast. Los experimentos se dividieron en dos ramas: el Proyecto S, liderado por el Profesor Hojo, y el Proyecto G, liderado por el Profesor Hollander.
Sefirot fue el resultado del Proyecto Jénova S. Hojo y su ayudante Lucrecia inyectaron células de Jénova en su propio hijo cuando aún se encontraba en su estado fetal. Sefirot fue dado a luz y su madre desesperada huyó semanas después, buscando morir porque no la dejaban verlo ni tenerlo entre sus brazos, le quería aunque en sueños veía los terribles actos que llevaría a cabo su hijo, pero debido a las células de Jénova implantadas en su cuerpo, estas no le permitían morir. En el juego se la puede encontrar en una cueva de difícil acceso, y le da su arma final a Vincent Valentine, su historia se complementa en la secuela, Dirge of Cerberus: Final Fantasy VII.
Sefirot demostró grandes poderes y habilidades y rápidamente llegó a los altos rangos de SOLDADO junto con Génesis y Angeal, los dos principales resultados del Proyecto Jénova G. Aun cuando ambos proyectos eran similares en su concepción, Sefirot y Genesis eran muy diferentes biológicamente, y mientras que los poderes de Génesis iban deteriorándose, los de Sefirot iban aumentando.
Esto es a causa de que Sefirot fue inoculado directamente con células de Jénova.

### El guerrero más poderoso
Sefirot se hizo del rango de SOLDADO de Primera Clase antes de la guerra de Shinra contra la nación de Wutai. Se había vuelto tan poderoso que cláusulas especiales de reserva debían ser mantenidas por la organización en caso de que él decidiera cambiar de bando. Sin embargo, Sefirot demostró todo su poder en la guerra contra Wutai, y junto a otros soldados como Zack Fair, puso fin rápidamente a la guerra permitiéndole a Shinra el convertirse en el gobierno mundial de facto.

### Jénova
Tras la guerra, Sefirot y Zack fueron enviados a supervisar un reactor Mako fallido en el poblado de Nibelheim. Les acompañaron dos soldados rasos, uno de ellos Cloud Strife. Una vez allí, la guía del lugar, Tifa los guio al reactor Mako donde tras revisar las cápsulas dañadas Sefirot encontró que éstas convertían a viejos SOLDADO en monstruos y eran la causante del desequilibrio natural en los alrededores. Sefirot encuentra una inscripción acerca de "Jénova" y un cuarto sellado. Sefirot recuerda que Jénova era el nombre de "su madre", y decide investigar los textos en la mansión abandonada de Shinra Inc. en el pueblo.
Al volver al pueblo, investiga todas las notas del Profesor Gast, y esto le hace comprender que había sido creado por un experimento. Encuentra que en los análisis de Gast, creían que Jénova era una Cetra,  una raza mágica que habitó el planeta antes que los humanos, y que eran capaces de comunicarse con el espíritu del planeta: la Corriente Vital. 
En medio de la noche, Sefirot destruyó todo el pueblo de Nibelheim acabando con todo a su paso. Se ve la tan famosa escena de Sefirot dando la espalda tras el fuego, en Final Fantasy VII así como otros juegos de la serie. Sefirot enfila hacia el Reactor Mako donde se le interpone Tifa quien intenta vengarse de Sefirot usando su propia arma, pero la Masamune es muy difícil de manejar para todos excepto el propio Sefirot, y él le "devuelve el favor" por medio de una cuchillada casi mortal. En cuanto Sefirot entra a la planta central del reactor, encuentra el torso de una criatura de apariencia femenina, Jénova.
Sefirot clama que Jénova es su "madre" y que juntos deben cobrar venganza contra los humanos que usurparon el lugar de los Cetra en el mundo. Es interrumpido por Zack quien ha llegado al reactor a tratar de calmar a Sefirot, pero al ver lo que ha hecho, Zack comprende que Sefirot se ha vuelto loco y representa un peligro. Ambos guerreros se enfrentan en combate, donde Sefirot llama a Zack y a "su especie" como traidores. Finalmente Zack cae ante el tremendo poder de Sefirot y éste se dirige a la criatura atrapada para liberarla, pero es atacado por Cloud, quien a escondidas de Tifa, ha seguido a los otros personajes al reactor. Cloud clama que Sefirot tendrá a su madre pero por su culpa él ya no tiene madre, pueblo, ni familia, y lo hiere gravemente por la espalda usando la "Buster Sword" que Angeal le había legado a Zack. Sefirot queda lo suficientemente debilitado por Zack y Cloud como para que decida escapar sólo con la cabeza de Jénova y, posteriormente, clava su espada en el pecho de Cloud. Sin embargo, Cloud logra agarrar la espada y lanzarlo por el borde del pasillo a la corriente vital en el fondo del reactor Mako.
Tras caer en la Corriente Vital, Sefirot fue arrastrado por ella hasta el lugar con mayor acumulación de planeta: el Cráter del Norte. Allí, pasa 5 años congelado mientras elabora un plan: usar la Materia Negra para invocar a Meteorito y así causar una enorme herida al planeta, tan grande que toda la Corriente Vital del planeta se acumulara en el mismo punto intentando curar la herida, lo que le posibilitaría absorber toda su energía convirtiéndose en un dios capaz de controlar el planeta. 
Aunque durante un tiempo se popularizó la teoría errónea de que era Jénova la autora del plan y que era ella quien usaba a Sefirot, Square confirmó posteriormente en el libro conocido como "Final Fantasy VII Ultimania Omega Guide" que el plan fue ideado por Sefirot, y que su fuerte voluntad y el poder adquirido en la Corriente Vital, le permitió manipular a Jénova.

### Sefirot en Final Fantasy VII
Sefirot al principio parece que haga "clones", pero no es más que él controlando el cuerpo de Jénova, por ejemplo en el Edificio Shinra, para que escape de su confinamiento. A partir de ese momento, Sefirot usará la habilidad de cambio de forma de Jénova para manifestarse físicamente a través de ella. Todos los actos llevados a cabo por Jénova desde entonces pueden ser atribuido a Sefirot. A partir de ese momento, Sefirot empezará a usar el cuerpo de Jénova para buscar la Materia Negra y llevarla hasta su verdadero cuerpo en el Cráter del Norte.
En un cierto momento de la historia, Jénova asesina a Aeris Gainsborough manifestándose a través del cuerpo de Sefirot, mientras ella invocaba a Sagrado usando la Materia Blanca, la única magia capaz de parar a Meteorito.
Sefirot consigue invocar a Meteorito. Posteriormente, se desplazará al interior del planeta a través del Cráter del Norte para contener la magia Sagrado invocada por Aeris. Sin embargo, tanto Jénova como Sefirot son derrotados por el grupo formado por Tifa, Yuffie Kisaragi, Vincent, Cait Sith, Barret Wallace, Red XIII, Cid y Cloud.

### El geoestigma y la corrupción de la corriente vital
Sefirot más tarde volvería en la película Final Fantasy VII: Advent Children. Su espíritu no se integró en la Corriente Vital y se manifiesta físicamente como una trinidad: Kadaj, Loz y Yazoo. Su intención es lograr una nueva Reunión con los restos de Jénova para volver a formar a Sefirot, algo que consigue Kadaj, pese a lo cual vuelve a ser derrotado por Cloud usando su límite Omnilatigo (Omnislash) nivel 5.

## Apariciones
- Final Fantasy VII (enemigo final y antagonista principal del juego).
- Before Crisis: Final Fantasy VII, protosecuela de FFVII (personaje secundario)
- Final Fantasy VII: Advent Children, película secuela de FFVII.
- Dirge of Cerberus: Final Fantasy VII (cameo).
- Crisis Core: Final Fantasy VII, protosecuela de FFVII (Aliado al comienzo y enemigo al final, siendo uno de los personajes principales).
- Final Fantasy VII para PlayStation (su sprite aparece a veces cuando el juego está cargando).
- Final Fantasy Tactics (es nombrado por Cloud).
- Dissidia: Final Fantasy (uno de los antagonistas, personaje controlable).
- [[Dissidia: [Duodecim] 012 Final Fantasy]] (uno de los antagonistas, personaje controlable).
- Kingdom Hearts y su secuela Kingdom Hearts II (como jefe optativo).
- Ehrgeiz (luchador controlable en la versión para consola).
- Itadaki Street Special e Itadake Street Portable (personaje controlable).
- Theatrhythm Final Fantasy y sus secuelas Curtain Call y All-Star Carnival. (personaje desbloqueable).
- Super Smash Bros Ultimate (luchador perteneciente al tercer personaje del segundo paquete DLC en diciembre de 2020).[4][5]